# Augustin-François Le Gouz du Plessis
Augustin-François Le Gouz du Plessis, né le 20 janvier 1744 au lieu-dit du Plessis-Lionnet à Meigné-le-Vicomte, mort le 2 janvier 1823 à Baugé, était un officier français, émigré en 1794 sous la Révolution française, puis conseiller général de Maine-et-Loire en 1803.

## Biographie
Fils de Louis-Henri Legouz et de Marie-Augustine de Vaugiraud, son père Louis était seigneur du Plessis-le-Vicomte et des Bordes, émigré à la Révolution, il rejoint le régiment des chevaliers de la couronne à l'armée de Condé et fut chevalier de l'Ordre royal et militaire de Saint-Louis en 1797,,.
Augustin-François Le Gouz du Plessis est né au château du Plessis-Lionnet (ou Plessis-Lyonnet), nommé aussi Plessis-le-Vicomte,,,.
Il était chevalier et seigneur du Plessis-le-Vicomte, le Bois et du Mesnilen 1779.
Il fut l'époux de Françoise-Marie Legouz, sa cousine au 7e degré, dame de la terre de Bordes en 1769, décédée le 22 mars 1771, dont sont issus deux fils, Louis (1769-1814), et Alexandre-François-Joseph (1771) tous deux émigrés.
Puis il épousera en secondes noces, Marie-Anne-Charlotte de la Noüe, fille du lieutenant-général de Baugé et sœur de Francois-Nicolas de la Noüe, chef chouan en 1815. De ce mariage est issu, Amédée Le Gouz du Plessis (1784-1864), capitaine-commandant au premier régiment de cuirassiers de la Garde royale en 1816, qui fut chevalier en 1813 puis officier de l'Ordre royal de la Légion d'honneuren 1814.

### Ancien régime
Officier dans les armes royales de 1760 à 1770.
Il participe à l’assemblée générale de la noblesse des sénéchaussées d’Anjou tenue à Angers le 18 mars 1789.

### Émigration
Ses opinions, et l'émigration de ses fils de son premier lit, le firent arrêter avec sa seconde femme le 10 septembre 1793, pendant la période de la Terreur, il fut néanmoins libéré grâce à une ruse de Belite, femme de son cocher Morin. 
Il émigre après les événements du 9 thermidor, An II (27 juillet 1794), il est de retour en France le 15 septembre 1798. Il fut un proche du général de la Frégeolière.

## Mandats électoraux
Il fut président du district de Château-la-Vallière, sénéchaussée de Baugé de 1787 à 1789, et du district de Baugé de 1790 à 1793.
Maire de la commune de Baugé de 1808 à 1815, conseiller général de Maine-et-Loire de 1803 à 1823,, après son décès, il est remplacé à ce poste par Pierre-Vincent-Gatien de la Motte-Baracé, marquis de Senonnes, par ordonnance du 21 juillet 1824.

La sénéchaussée de Baugé en Anjou au XVIIIe siècle.

## Sources
- Célestin Port, dictionnaire historique de Maine-et-Loire, version 1876 et révisée 1978, 1989.
- Base Léonore, Ministère de la culture.